# والتر اسکات جونیور
والتر اسکات جونیور (انگلیسی: Walter Scott Jr. زادهٔ ۱۹۳۱ – درگذشتهٔ ۲۵ سپتامبر ۲۰۲۱) کارآفرین، بازرگان و مدیر ارشد اجرایی آمریکایی بود.